# Oumi
Oumi var ett svenskt TV-program som visades på Kanal 5 med sammanlagt 24 avsnitt.
Programmet regisserades av Hans Pihl och Pontus Ströbaek; programledare var Mi Ridell. Programmet gick ut på att Mi Ridell klädde ut sig till japanska Oumi och lurade kända svenskar att de var med i ett japanskt TV-program. Hon försökte göra bort kändisarna så mycket som möjligt innan hon avslöjade vem hon egentligen var.
Programmet blev kritiserad av Charlotte Perrelli, som kände till programmet under inspelningen, för att vara rasistiskt.